# Dyacopterus rickarti
Dyacopterus rickarti is een vleermuis uit het geslacht Dyacopterus die voorkomt op de eilanden Luzon en Mindanao.

## Nadere beschrijving
Het holotype komt uit de provincie Abra (Luzon); zes andere exemplaren zijn gevangen op Mindanao, in de provincies Misamis Oriental, Bukidnon (Kitangladgebergte), Cotabato en Compostela Valley (drie exemplaren). Deze locaties liggen in bergregenwoud op 1260 tot 1680 m hoogte. De Filipijnse Dyacopterus is lange tijd tot Dyacopterus spadiceus of Dyacopterus brooksi gerekend en pas in 2007 als een aparte soort beschreven en vernoemd naar de Amerikaanse bioloog Eric Rickart, een autoriteit op het gebied van Filipijnse zoogdieren.
Deze soort is veel groter dan alle twee de andere soorten; binnen de "cynopterine" groep van de vleerhonden is D. rickarti zelfs de grootste soort. De bovenkant van het lichaam is bruin, de onderkant lichtgrijs. Midden op de rug loopt soms een lichtere streep. Het smalle, puntige oor is ook bruin. De vleugels zijn donkerbruin. De kop-romplengte bedraagt 130 tot 144 mm, de staartlengte 18 tot 29 mm, de voorarmlengte 91,0 tot 96,4 mm, de tibialengte 35,0 tot 39,2 mm, de achtervoetlengte 21 tot 25 mm, de oorlengte 21 tot 25 mm en het gewicht 138 tot 148 g.